# 뱅크 잡
《뱅크 잡》(영어: The Bank Job)은 2008년 공개된 영국의 범죄 영화이다. 1971년 영국 런던 베이커가 로이즈 은행에서 벌어졌던 실제 은행강도 사건을 소재로 했다.

## 줄거리
1971년, 영국 정보청 보안부(MI5)는 흑인 무장 혁명가 마이클 X가 만일의 사태를 위한 보험으로 스노든 백작부인 마거릿의 낯 뜨거운 사진들을 로이즈 뱅크 지점 내 안전 금고에 보관해뒀음을 알게 된다.
MI5 요원 팀의 연인 마틴은 마약을 들여오다가 적발된 후 감방행을 피하는 대신 이 사진을 확보하기로 당국과 거래한다. 마틴은 범죄자들과 연줄이 있는 친구 테리에게 보상금을 약속하면서 은행 강도일을 맡긴다. 테리가 조직한 강도단은 은행 강탈에 성공한다.
마침 자신이 뇌물을 주는 경찰 명부를 해당 은행에 보관해뒀던 폭력배 루 보걸은 테리로부터 장부를 회수하고자 한다. 한편 트리니다드 토바고에 있던 마이클 X는 동료 하킴의 연인 게일이 M15의 첩자라는 걸 알고 게일을 살해하는데...

## 출연진
- 제이슨 스테이섬 - 테리 레더, 마틴의 친구 역
- 새프런 버로스 - 마틴 러브, 전 모델 역
- 리차드 린턴 - 팀 에버렛, MI5 요원 역
- 킬리 호스 - 웬디 레더 역
- 마이클 지브슨 - 에디 버턴, 테리의 정비소 직원, 은행강도단 역
- 스티븐 캠벨 무어 - 케빈 스웨인, 은행강도단 역
- 대니얼 메이스 - 데이브 실링, 은행강도단 역
- 제임스 포크너 - "메이저" 가이 아서 싱어, 은행강도단 역
- 앨키 데이비드 - 뱀버스, 은행강도단 역
- 데이비드 수셰이 - 루 보걸, 폭력배 역
- 피터 더저지 - 마이클 압둘 말리크/마이클 X 역
- 돈 갤러거 - 제럴드 파이크 경장, 루 보걸의 뇌물을 받는 경찰관 1 역
- 크레이그 페어브래스 - 닉 바턴 경장, 루 보걸의 뇌물을 받는 경찰관 2 역
- 피터 볼스 - MI5 본부장 마일스 어커트 역
- 콜린 새먼 - 하킴 저말, 마이클 X의 동료 역
- 해티 모러핸 - 게일 벤슨, 하킴 저말의 연인, MI5 첩자 역
- 조지아 테일러 - 잉그리드 버턴 역
- 줄리언 루이스 존스 - 스노 요원
- 앤드루 브룩 - 퀸 요원 역
- 앨리스터 페트리 - 필립 라일 역
- 루퍼트 프레이저 - 드라이즈데일 경 역
- 크리스토퍼 오언 - 제1대 마운트배튼오브버마 백작 루이 마운트배튼 역
- 믹 재거 - 은행 안전 금고 직원 역 (크레디트 미기재)

## 기타 제작진
- 공동 제작: 마리 벳
- 보조 제작: 에런 슈스터
- 배역: 루신다 사이슨
- 미술: 개빈 보케이
- 의상: 오딜 딕스머로